# Halibour Fiberglass Sereneiders
La Halibour Fiberglass Sereneiders fue una banda musical formada por Alfredo Casero (voz y trompeta), Mex Urtizberea (voz, coros, piano y batería), Lito Epumer (guitarra), Hernán Magliano (guitarra), Javier Malosetti (bajo), Juan Carlos "Mono" Fontana (teclados) y Santiago Belloti (batería).
La banda tiene un solo disco editado, lanzado en 1994, llamado "Gestando a la Halibour", aunque no fue editado con el nombre de la banda sino como Alfredo Casero y Mex Urtizberea.
La versión de la banda, que tuvo a cargo los cierres del programa Cha Cha Cha durante la temporada de "Dancing en el Titanic" (1995), estaba compuesta por Alfredo Casero (voz y trompeta), Mono Fontana (teclados), Lito Epumer (guitarra), Javier Malosetti (bajo), Cristian Judurcha (batería).
Algunos de los temas que interpretaron fueron "Bailando en la Sociedad Rural", "Durmiendo con Sunié", "Jean Pierre" (Miles Davis), "Al ritmo della mia tabola di surf" (Con Casero en el papel del cantante Enio Scafolgatti), "Madrigal", "Un tema de Juan Carlos Pastorius" ("The Chicken", de Jaco Pastorius) y "Viejo Carnaval de Gualeguaychu" ("Stratus" de Billy Cobham).